# Beat Anton Münch von Münchenstein

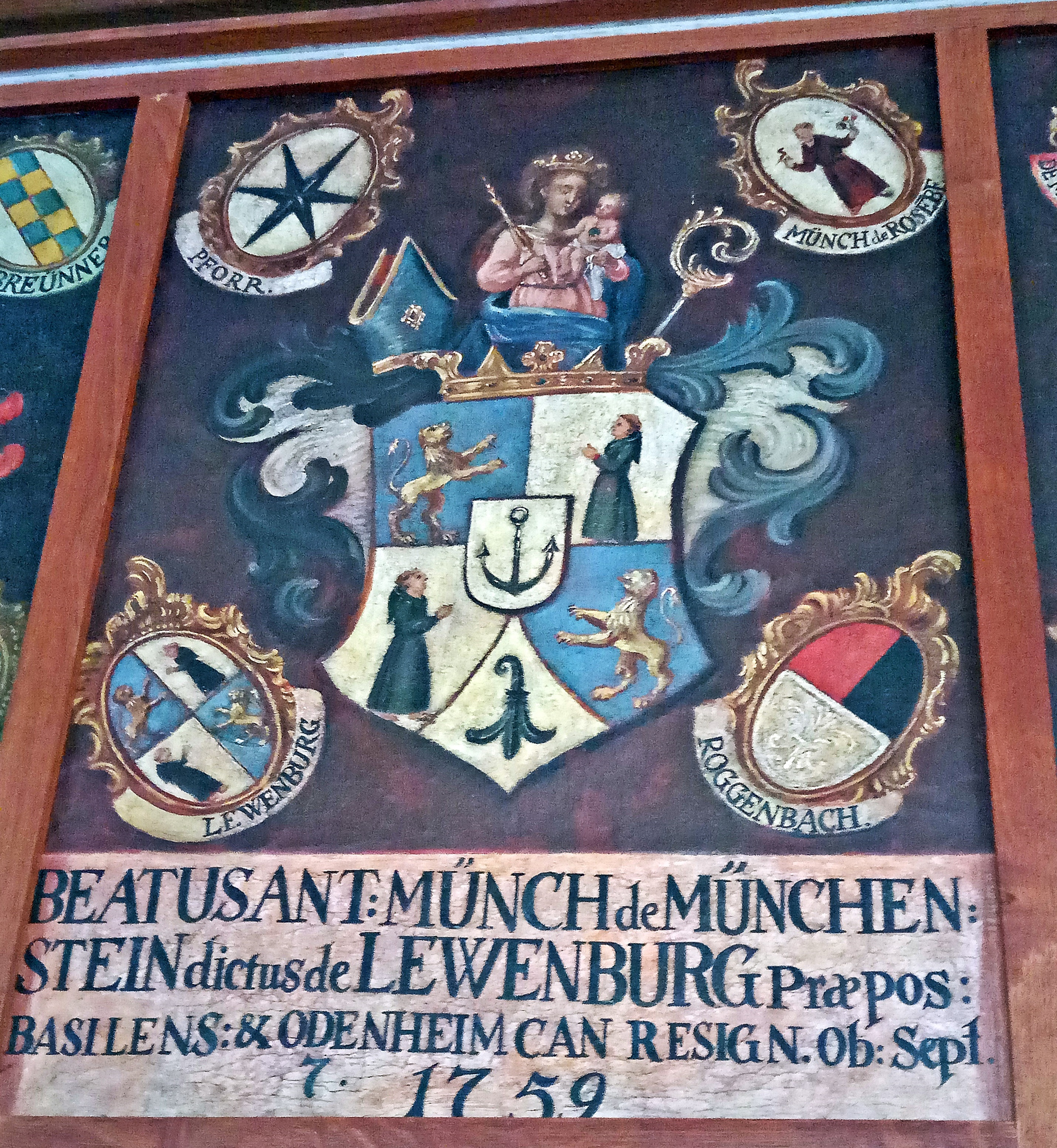
Epitaphtafel, Kreuzgang, Konstanzer Münster

Beat Anton Münch von Münchenstein genannt von Löwenburg (* 22. September 1694; † 7. September 1759) war Propst (Oberhaupt) des Ritterstiftes Odenheim in Bruchsal sowie Domherr in den Fürstbistümern Konstanz bzw. Basel und letzter männlicher Spross seiner Familie.

## Herkunft
Er entstammte dem Baseler Rittergeschlecht der Münch von Münchenstein, das mit ihm im Mannesstamm ausstarb. Der Zusatz von Löwenburg kam von dem gleichnamigen, erloschenen Geschlecht, dessen Erbfolge dieser Zweig der Münch angetreten hatte. Beat Antons Eltern waren der fürstbischöflich Baseler Geheime Rat und spätere Landhofmeister Johann Peter Münch von Münchenstein genannt von Löwenburg, sowie dessen Gattin Maria Jacobea Katharina von Roggenbach; letztere eine  Nichte des Baseler Fürstbischofs Johann Konrad I. von Roggenbach und seines Bruders des Landkomturs der Deutschordensballei Schwaben-Elsass-Burgund, Johann Hartmann von Roggenbach.

## Leben

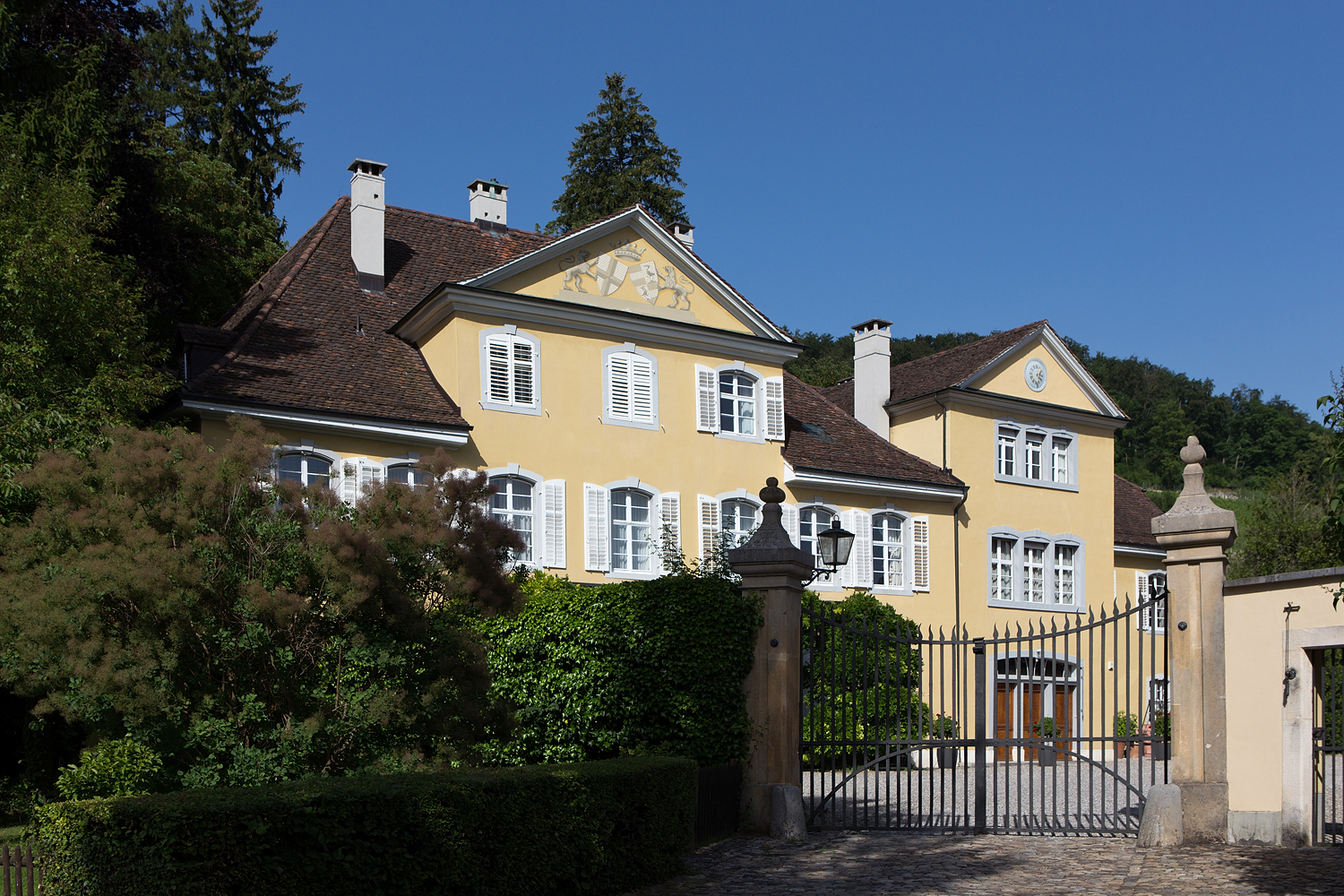
Andlauerhof in Arlesheim

Beat Anton Münch von Münchenstein genannt von Löwenburg schlug die geistliche Laufbahn ein. 1717 wurde er Kapitular am Ritterstift Odenheim in Bruchsal, Fürstbistum Speyer, 1724 Scholaster und ab 1743 fungierte er als dessen Propst (Oberhaupt).
1727 avancierte Beat Anton Münch von Münchenstein zum Domkapitular in Konstanz, der Speyerer Bischof und dortige Koadjutor, Kardinal Damian Hugo Philipp von Schönborn ernannte ihn 1734 zum Konstanzer Domkantor. Ab 1741 bekleidete Beat Anton Münch von Münchenstein auch das Amt eines Domkapitulars von Basel, 1748 wurde er dort Domdekan, 1758 Dompropst.
1743 erwarb er in Arlesheim bei Basel, von den Verwandten mütterlicherseits, den Andlauer Hof, den er großzügig zu seiner Residenz umbaute.
Beat Anton Münch von Münchenstein starb unerwartet, am 7.  September 1759. Mit ihm erlosch sein Geschlecht im Mannesstamm. Im Kreuzgang des Konstanzer Münsters ist eine hölzerne Wappen-Epitaphtafel von ihm erhalten.
Am Ritterstift Odenheim in Bruchsal wurde sein Neffe Johann Christoph von Rotberg 1770 der Nachfolger im Amt des Stiftspropstes.